# Tachygyna delecta
Tachygyna delecta är en spindelart som beskrevs av Chamberlin och Ivie 1939. Tachygyna delecta ingår i släktet Tachygyna och familjen täckvävarspindlar. Inga underarter finns listade i Catalogue of Life.